# Georges Neveux
Georges Neveux [žorž nevö] (26. srpna 1900 Poltava – 27. srpna 1982 Paříž) byl francouzský dramatik, scenárista a básník. V českém prostředí je znám především jako autor předloh dvou oper Bohuslava Martinů Julietta a Ariane.

## Život
První autorova pozoruhodná práce byla hra Juliette ou la clé des songes (Julie čili snář), kterou napsal v roce 1927 a která byla uvedena na scénu v roce 1930. Hra se stala základem melodramatu Theodora Schaefera z roku 1934 Julie aneb Snář pro klavír, jazzové nástroje, a malý orchestr. Bohuslav Martinů složil v roce 1937 operu Julietta, a v roce 1951 natočil režisér Marcel Carné film Julie čili snář (Juliette ou la Clé des songe) ve kterém hráli hlavní role herci Gérard Philipe, Suzanne Cloutier a Gabrielle Fonta.
Během třicátých let, kdy byl generálním tajemníkem Théâtre des Champs-Élysées, psal málo. V roce 1945 přeložil a upravil Shakespearovu hru Sen noci svatojánské. Ačkoliv preferoval práci pro divadlo, napsal také řadu filmových a televizních scénářů. V roce 1982 mu byla udělena Velká divadelní cena Francouzské akademie (Grand Prix du Théâtre de l' Académie Française).

## Spolupráce s Bohuslavem Martinů
Hudební skladatel Bohuslav Martinů adaptoval v letech 1936–1937 Neveuxovu hru Juliette ou la clé des songes (Julie čili snář) jako předlohu pro libreto své opery Julietta (premiéra 16. března 1938). Podruhé Martinů použil Neveuxovu hru Le Voyage de Thésée (Cesty Théseovy), podle které napsal v roce 1958 libreto opery Ariane.

## Dílo

### Divadlo

#### Autor
- 1919: L'atroce volupté (Ukrutnáí vášeň), v hlavní roli Max Maurey), divadlo Grand Guignol
- 1930: Juliette ou la clé des songes (Julieta čili snář)
- 1946: Plainte contre inconnu (Žaloba na neznámého), režie: Jean Mercure, théâtre Gramont
- 1953: Zamore, režie: André Barsacq, théâtre de l'Atelier
- 1955: Le Système deux, režie: René Clermont, divadlo Édouard VII
- 1955: Le Chien du jardinier (Zahradníkův pes) podle Lope de Vegy, režie: Jean-Louis Barrault, divadlo Marigny
- 1957: Ma chance et ma chanson režie: Gérard Vergez, Théâtre du Ranelagh
- 1960: La Voleuse de Londres (Zlodějka z Londýna), režie: Raymond Gérôme, théâtre du Gymnase
- 1966: Le Voyage de Thésée (Theseus Mořeplavec), režie: Michel Etcheverry, Festival de Bellac
- 1967: Et moi aussi j'existe (Já také existuji), režie: Bernard Jenny, Théâtre du Vieux-Colombier
- 1967: La Roulette et le Souterrain (Ruleta a podzemí), podle Dostojevského Zápisků z podzemí

#### Adaptace
- 1975: Le Sourire de la Joconde (Aldous Huxley, Úsměv Mony Lisy), úprava Raymond Gérôme, režie Pierre Sabbagh, théâtre Édouard VII pro Au théâtre ce soir

### Filmografie

#### Režisér
- 1937: L'Appel de la vie (Apel života)

#### Scenárista
- 1931: À mi-chemin du ciel (Na půl cestě k nebi), režie: Alberto Cavalcanti
- 1932: Stupéfiants, režie: Kurt Gerron a Roger Le Bon
- 1934: Le Miroir aux alouettes (Zrcadlo se skřivánky), režie: Roger Le Bon a Hans Steinhoff
- 1936: Salonique, nid d'espions (Soluň, hnízdo špionů), režie: Georg Wilhelm Pabst
- 1941: Histoire de rire (Dějiny smíchu), režie: Marcel L'Herbier
- 1942: La Belle Aventure (Krásné dobrodružství), režie: Marc Allégret
- 1947: Torrents (Vodopády), režie: Serge de Poligny
- 1947: Par la fenêtre (Oknem), režie: Gilles Grangier
- 1951: Juliette ou la Clé des songes, režie: Marcel Carné
- 1951: Knock, režie: Guy Lefranc
- 1958: Tamango, (La Rivolta dell’Esperanza) režie: John Berry
- 1958: Christine, režie: Pierre Gaspard-Huit
- 1959: Katia, režie: Robert Siodmak
- 1962: Arséne Lupin kontra Arséne Lupin (Arsène Lupin proti Arsènu Lupinovi), režie: Édouard Molinaro

#### Dramaturg
- 1962: Le Système deux, televizní film Marcel Cravenne

## Uvedení her v Česku
- 1932–1932 Julie aneb Snář, Národní divadlo v Praze, překlad: Jindřich Hořejší, režie: Jiří Frejka, scéna: Bedřich Feuerstein[1]
- 1946 Theseus Mořeplavec, Divadlo na Vinohradech, režie: Jiří Frejka
- 1962 Zlodějka z města Londýna, Divadlo Komedie, režie Alfréd Radok, 86 repríz
- 1998 Londýnská zlodějka, Horácké divadlo, Jihlava[2]